# Kozure ōkami: sono chīsaki te ni
Kozure Ôkami: Sono chîsaki te ni (子連れ狼 その小さき手に?) è un film del 1993, diretto da Akira Inoue. Questo è un film della saga Baby Cart adattato dal manga Lone Wolf and Cub. Se il lavoro originale privilegia l'azione, l'accento viene posto in questo film sulle relazioni sussidiarie tra padre e figlio.

## Trama
Ogami Ittō, un samurai che serve lo shogun come "Kogi Kaishaku-nin" (boia ufficiale) è l'obiettivo di una cospirazione del clan Yagyu per prendere il suo lavoro e sostituirlo con un membro della sua stessa famiglia. Quando sua moglie viene uccisa e le prove sembrano dimostrare che sta complottando contro lo Shogun, il codice Bushido lo obbliga a commettere seppuku. Invece, sfida gli ordini dello Shogun e prende le armi con il suo giovane figlio contro i suoi nemici, diventando un assassino da assumere.